# Санта Кроче (Анкона)
Санта Кроче (итал. Santa Croce) насеље је у Италији у округу Анкона, региону Марке.
Према процени из 2011. у насељу је живело 103 становника. Насеље се налази на надморској висини од 468 м.